# أليكساندرو نياغو
أليكساندرو نياغو (بالرومانية: Alexandru Neagu)‏ هو لاعب كرة قدم روماني في مركز الهجوم، ولد في 19 يوليو 1948 في بوخارست في رومانيا، وتوفي بنفس المكان في 17 أبريل 2010. شارك مع منتخب رومانيا لكرة القدم. أما مع النوادي، فقد لعب مع رابيد بوخارست.

## وصلات خارجية
- أليكساندرو نياغو على موقع الاتحاد الدولي (مؤرشف)  (الإنجليزية)
- أليكساندرو نياغو على موقع الاتحاد الأوربي (الإنجليزية)
- أليكساندرو نياغو على موقع قاعدة بيانات كرة القدم.إي يو (الإنجليزية)
- أليكساندرو نياغو على موقع ناشيونال فوتبول تيمز (الإنجليزية)
- أليكساندرو نياغو على موقع عالم كرة القدم.نت (الإنجليزية)